# بن مالك بوعلام
بن مالك بوعلام (مواليد 30 يناير 1989 في سطيف، الجزائر) هو لاعب كرة قدم جزائري يلعب مع نادي وفاق سطيف. يلعب كحارس مرمى ورقمه في الفريق 12.

## المسيرة الاحترافية

### أندية لعب لها
- وفاق سطيف
- جمعية الخروب

## روابط خارجية
- بن مالك بوعلام على موقع قاعدة بيانات كرة القدم.إي يو (الإنجليزية)
- بن مالك بوعلام على موقع Soccerway.com (الإنجليزية)